# Prądnik
Prądnik [pronunciación en polaco: /ˈprɔndnik/] (en alemán: Hauswerder) es un pueblo en el distrito administrativo de Gmina Myślibórz, dentro del Distrito de Myślibórz, Voivodato de Pomerania Occidental, en el noroeste de Polonia.